# ダークスター (競走馬)
ダークスター（Dark Star, 1950年4月4日 - 1972年1月24日）は、アメリカ合衆国の競走馬、種牡馬。1953年のケンタッキーダービーにおいて優勝し、ネイティヴダンサーを唯一破った馬として知られる。

## 経歴
- 特記がない限り、競走はすべてダートコース。また、当時はグレード制未導入。

### 出自
ケンタッキー州にあるワーナー・L・ジョーンズの持つハーミテージ牧場で生産されたサラブレッドの牡馬である。1歳時にキーンランドのサマーイヤリングセールに上場され、そこでケインホイステーブルを率いるハリー・F・グッゲンハイムに6500ドルで落札された。ダークスターはケインホイステーブル名義で競走馬として登録され、ムーディ・ジョリー調教師のもとに預けられた。

### 2歳時（1952年）
ダークスターは2月のハイアリアパーク競馬場でデビューし、3月初旬の3ハロン戦ハイアリアジュヴェナイルステークスで勝利を挙げている。2歳時の大きな競走にも参戦しているが、フューチュリティステークスではネイティヴダンサー相手の3着、またシャンペンステークスでは着外に終わっている。

### 3歳時（1953年）
ダークスターの3歳シーズン始動は2月からで、ハイアリアパークでの短距離戦で勝利を挙げたのち、3月のフロリダダービーではマネーブローカーという馬に敗れている。ケンタッキーダービー直前に出走したチャーチルダウンズ競馬場でのダービートライアルにはそのマネーブローカーも一緒に出走していたが、今度はダークスターが4馬身差をつけて勝利した。
5月2日のケンタッキーダービー当日、最も人気を集めたのは11連勝中のネイティヴダンサーで単勝オッズ1.6倍、一方でダークスターは単勝26倍の穴馬扱いであった。スタートが切られると先頭に立ったのはハンク・モレノ騎乗のダークスターで、後方が押し合いへし合いになっているのを尻目に軽快に逃げて行った。そして最後の直線に向きあったときに、ダークスターは一番近付いていたコアレスポンデントという馬を突き放しにかかったとき、ネイティヴダンサーも遅れて追い上げに掛かったが、ダークスターがアタマ差で逃げ切り、ネイティヴダンサーに初めて土をつける形で優勝を手にした。大波乱の立役者となったモレノは「当初はネイティヴダンサーの3着に入れればと思っていたけど、自分はすごい馬に乗っていたんだ。僕は先頭でゴールを切ろうと気持ちを切り替えたんだ」とコメントしている。後年ブラッド・ホース編集部の選出した『Horse Racing's Top 100 Moments』においても、ネイティヴダンサーを破った番狂わせが第21位に格付けされている。
ダークスターは2冠目となるプリークネスステークスを目指して、その直前に行われたプレップレースに出走しているが、ここではロイヤルベイジェムという馬に破れている。本番のプリークネスステークスではケンタッキーダービーと同様に軽快な逃げを打ったが、残り3ハロンのところで突然失速し、ネイティヴダンサーが優勝する一方で5着に敗れた。競走後、ダークスターは左前肢の腱に深刻な傷を負っていることが判明し、そのまま引退に至った。

## 種牡馬入り後
引退後はクレイボーンファームで種牡馬となったが、1960年にグッゲンハイムが持ち馬をクレイボーンファームからスペンドスリフトファームに移した際にダークスターも移動している。その後1967年にフランスのボワルセル牧場へと輸出された。ダークスターの最後の世代は1972年生の産駒で、フランスギャロの調べによればその年の1月にダークスターは死亡したという。
アメリカジョッキークラブの調べによれば、ダークスターの産駒309頭のうち209頭が勝ち上がり、そのうち29頭がステークス競走勝ちを収めたとある。ダークスターの代表産駒にはディアヌ賞（フランスオークス）に勝ったガザラ（Gazala II, 1964年生、牝馬）がおり、同馬は繁殖牝馬としてもユース（ジョッケクルブ賞）やゴンザレス（アイリッシュセントレジャー）などを出してダークスターの血を広めていった。以下はその他の主な産駒
- ヒドゥンタレント Hidden Talent - 1956年生、牝馬。ケンタッキーオークスなど。
- ヘヴンリーボディ Heavenly Body - 1957年生、牝馬。メイトロンステークスなど。
- ヒドゥントレジャー Hidden Treasure - 1957年生、牡馬。ブリーダーズステークスなど。1961年カナダ年度代表馬。
- マイダッドジョージ My Dad George - 1967年生、牡馬。フロリダダービー（G1）など。

## 血統表
| ダークスターの血統                      | ダークスターの血統                        | ダークスターの血統 | （血統表の出典） | （血統表の出典） |
| 父系                                    | ゲインズバラ系                            | ゲインズバラ系     | ゲインズバラ系   | [ § 2 ]          |
| 父 Royal Gem オーストラリア 黒鹿毛 1942 | 父の父Dhoti イギリス 栗毛 1936            | Dastur             | Solario          | Solario          |
| 父 Royal Gem オーストラリア 黒鹿毛 1942 | 父の父Dhoti イギリス 栗毛 1936            | Dastur             | Friar's Daughter |                  |
| 父 Royal Gem オーストラリア 黒鹿毛 1942 | 父の父Dhoti イギリス 栗毛 1936            | Tricky Aunt        | Son-in-Law       | Son-in-Law       |
| 父 Royal Gem オーストラリア 黒鹿毛 1942 | 父の父Dhoti イギリス 栗毛 1936            | Tricky Aunt        | Rectify          |                  |
| 父 Royal Gem オーストラリア 黒鹿毛 1942 | 父の母French Gem オーストラリア 鹿毛 1935 | Beau Fils          | Son-in-Law       | Son-in-Law       |
| 父 Royal Gem オーストラリア 黒鹿毛 1942 | 父の母French Gem オーストラリア 鹿毛 1935 | Beau Fils          | Vivid            |                  |
| 父 Royal Gem オーストラリア 黒鹿毛 1942 | 父の母French Gem オーストラリア 鹿毛 1935 | Fission            | Chrysolaus       | Chrysolaus       |
| 父 Royal Gem オーストラリア 黒鹿毛 1942 | 父の母French Gem オーストラリア 鹿毛 1935 | Fission            | Hyppolyte        |                  |
| 母 Isolde アメリカ 黒鹿毛 1938          | 母の父Bull Dog フランス 黒鹿毛 1927       | Teddy              | Ajax             | Ajax             |
| 母 Isolde アメリカ 黒鹿毛 1938          | 母の父Bull Dog フランス 黒鹿毛 1927       | Teddy              | Rondeau          |                  |
| 母 Isolde アメリカ 黒鹿毛 1938          | 母の父Bull Dog フランス 黒鹿毛 1927       | Plucky Liege       | Spearmint        | Spearmint        |
| 母 Isolde アメリカ 黒鹿毛 1938          | 母の父Bull Dog フランス 黒鹿毛 1927       | Plucky Liege       | Concertina       |                  |
| 母 Isolde アメリカ 黒鹿毛 1938          | 母の母Fiji アメリカ 黒鹿毛 1931           | Bostonian          | Broomstick       | Broomstick       |
| 母 Isolde アメリカ 黒鹿毛 1938          | 母の母Fiji アメリカ 黒鹿毛 1931           | Bostonian          | Yankee Maid      |                  |
| 母 Isolde アメリカ 黒鹿毛 1938          | 母の母Fiji アメリカ 黒鹿毛 1931           | O Girl             | Ormondale        | Ormondale        |
| 母 Isolde アメリカ 黒鹿毛 1938          | 母の母Fiji アメリカ 黒鹿毛 1931           | O Girl             | Our Filly        |                  |
| 母系(F-No.)                             | (FN:3-n)                                  | (FN:3-n)           | (FN:3-n)         | [ § 3 ]          |
| 5代内の近親交配                         | Son-in-Law 4x4                            | Son-in-Law 4x4     | Son-in-Law 4x4   | [ § 4 ]          |
| 出典                                    | 1. 2. 3. 4.                               | 1. 2. 3. 4.        | 1. 2. 3. 4.      | 1. 2. 3. 4.      |